# Faro de Carlsberg
El faro de Carlsberg (en danés: Carlsberg Fyrtårn; también conocida como la «Torre de cal» (en danés: Kridttårnet) por la piedra caliza que es el material dominante en el edificio, es un antiguo faro situado en la zona Carlsberg de Copenhague, la capital de Dinamarca. Construido en 1883, la Torre de cal era originalmente parte de una nueva entrada principal del grupo de cerveza Carlsberg en Valby. La fábrica de cerveza había asumido el nombre Gammel Carlsberg por su hijo, Carl Jacobsen, debido a una controversia entre ellos, que había establecido una nueva fábrica de cerveza que, con el consentimiento de su padre, comercializada bajo el nombre de Ny Carlsberg. La nueva entrada principal era un arco, que incorporó el nuevo nombre en letras doradas. La puerta estaba conectada a la Torre de la cal por un muro que también fue construido en piedra caliza.